# Sölk
Sölk osztrák község Stájerország Liezeni járásában. 2017 januárjában 1517 lakosa volt.

## Elhelyezkedése

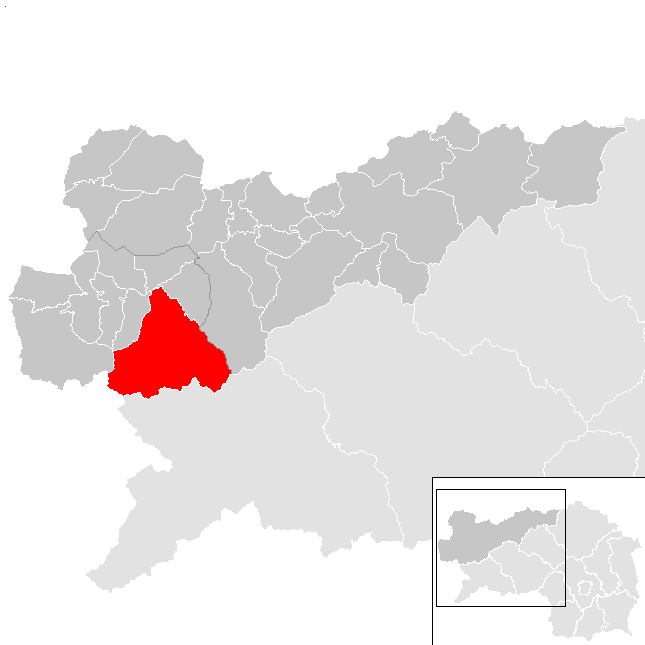
Sölk a Liezeni járásban

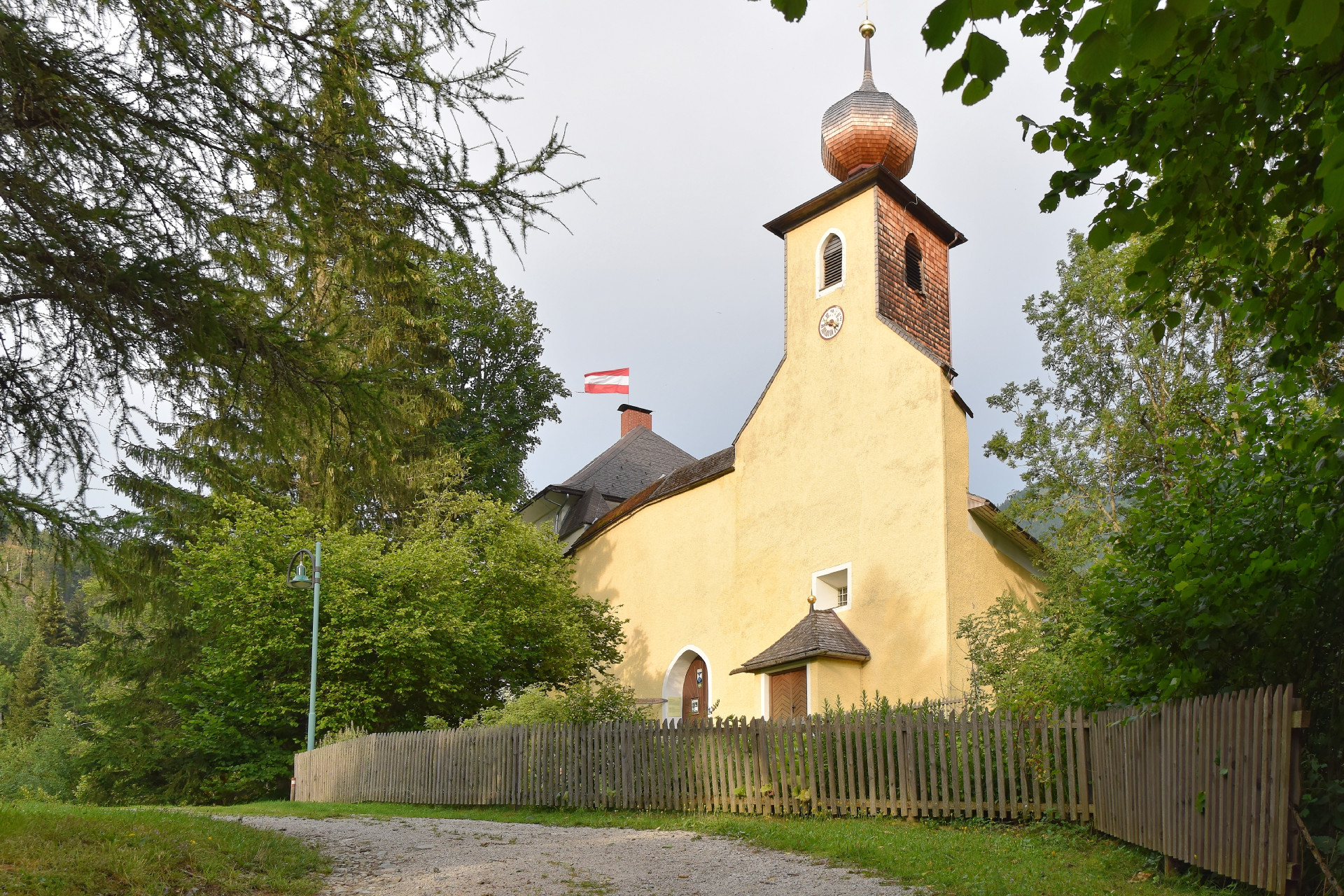
A volt großsölki felsőkastély (ma plébánia)

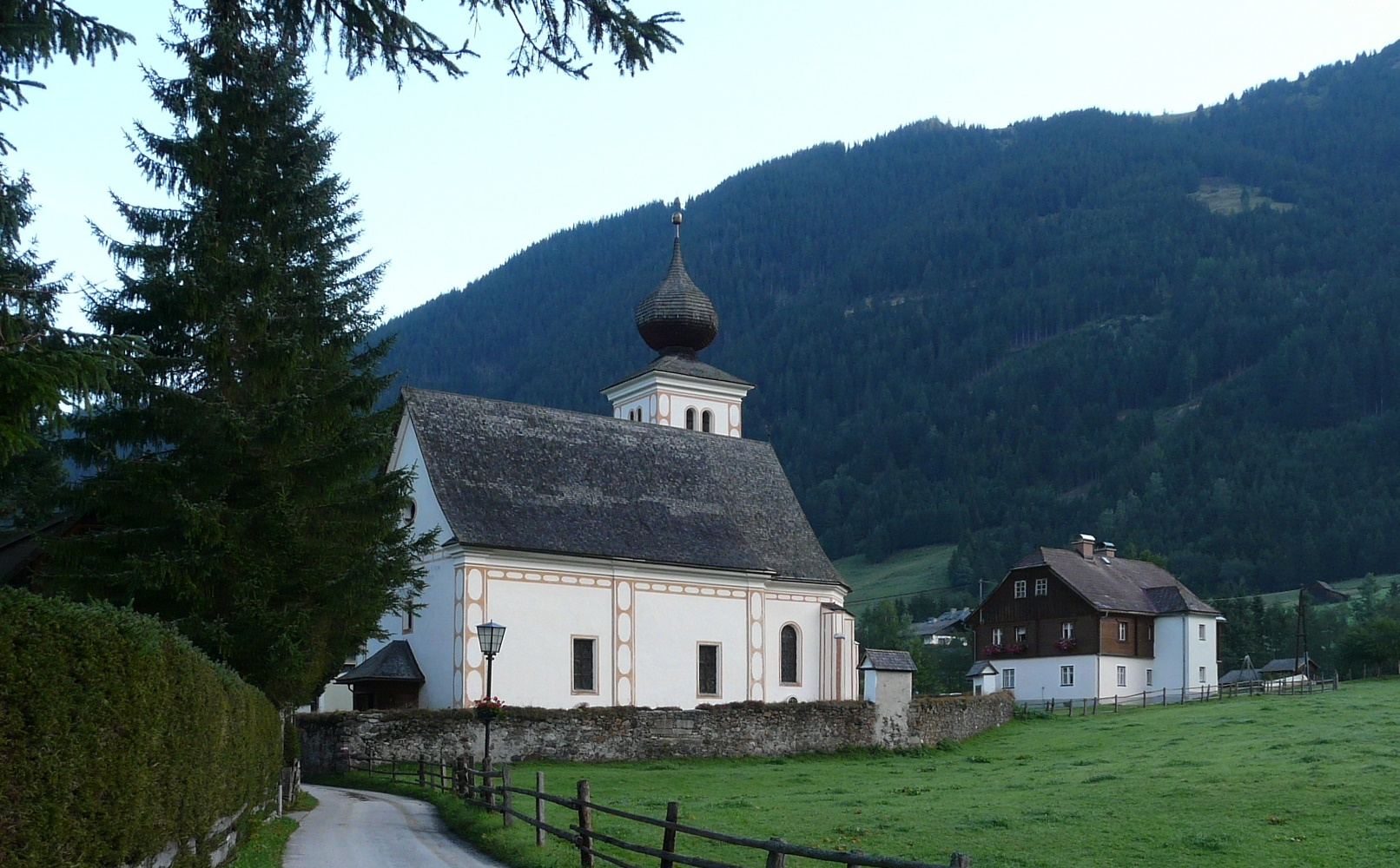
A Szt. Miklós-templom St. Nikolaiban

Sölk Felső-Stájerország északnyugati részén fekszik, az Alacsony-Tauern hegységben. Területén található a Sölktäler natúrpark, amely három folyó: a Großsölkbach, a Kleinsölkbach és egyesülésük után a Sölkbach (amely az Ennsbe torkollik) völgyeiből tevődik össze. A Großsölkbach völgyének felső része a Sölki-hágóba megy át és ez a völgy választja el egymástól a nyugati Schladmingi-Tauern és a keleti  Rottenmanni- és Wölzi-Tauern hegységeket. A település a Gröbmingi kirendeltség (járás alatti közigazgatási egység; az utolsó ilyen Ausztriában) része. 288 négyzetkilométerével a sölki a harmadik legnagyobb területű stájer önkormányzat (Mariazell és Admont után). Az önkormányzat 3 települést egyesít: Großsölk (492 lakos), Kleinsölk (581 lakos) és Sankt Nikolai (471 lakos). A polgármesteri hivatal Großsölkben található. 
A környező önkormányzatok: nyugatra Schladming, északnyugatra Michaelerberg-Pruggern, északkeletre Öblarn, keletre Irdning-Donnersbachtal, délkeletre Oberwölz és Sankt Peter am Kammersberg, délre Schöder és Krakau, délnyugatra Lessach (Salzburg tartomány).

## Története
Sölk első írásos említése egy 1075-1080 körüli oklevélből származik. Großsölk a középkorban uradalmi központ volt. A feudális birtokokat 1848-ban felszámolták és 1850-ben megalakult a községi tanács. Miután 19838-ban Ausztria csatlakozott a Német Birodalomhoz, Sölk a Stájerországi reichsgau része lett. A második világháború vége felé, 1944. november 15-én egy amerikai bombázó lezuhant a Putzental legelőre. A háború után a tartomány a brit megszállási zónába került. 
Sölk önkormányzata a 2015-ös stájerországi közigazgatási reform során jött létre az addig önálló Großsölk, Kleinsölk és Sankt Nikolai im Sölktal községek egyesítésével (annak ellenére, hogy az érintettek panaszt nyújtottak be az Alkotmánybíróságra). 

## Lakosság
A sölki önkormányzat terület 2017 januárjában 1517 fő élt. A lakosságszám 1971-ben érte el csúcspontját 1777 fővel, azóta csökkenő tendenciát mutat. 2015-ben a helybeliek 96,8%-a volt osztrák állampolgár; a külföldiek közül 1,5% a régi (2004 előtti), 1,3% az új EU-tagállamokból érkezett. 2001-ben Großsölkben a lakosok 80,4%-a római katolikusnak, 15,8% evangélikusnak, 1% mohamedánnak, 2,1% pedig felekezet nélkülinek vallotta magát. Ugyanekkor a három faluban összesen 4 magyar élt. 

## Látnivalók

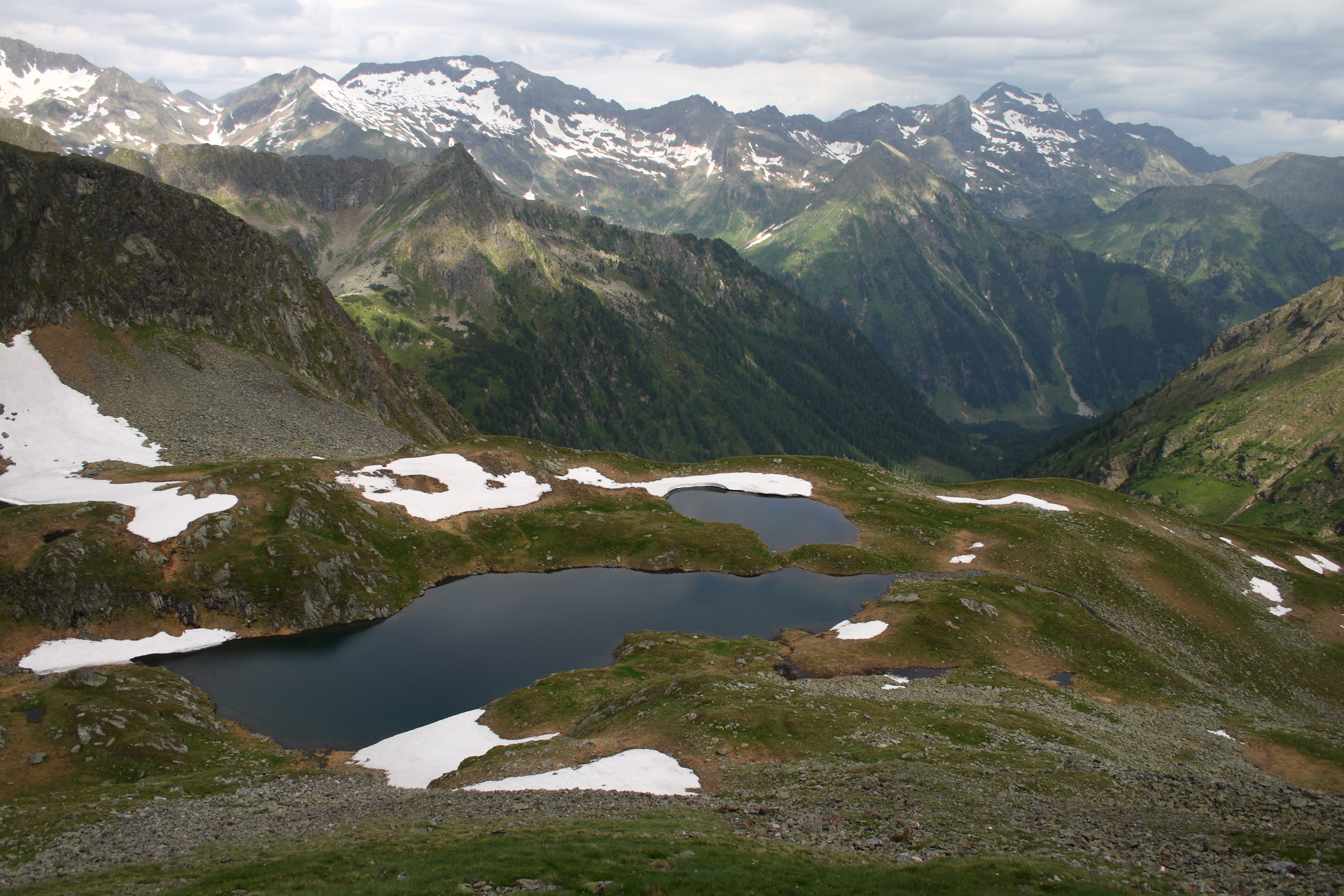
A Hüttkarsee

- a großsölki kastély (ma natúrparkház és plébánia) és alsókastély
- a großsölki Szt. Leonhard-plébániatemoplom
- Stein an der Enns temploma
- Kleinsölk temploma
- St. Nikolai Szt. Miklós-temploma
- helytörténeti múzeum (volt sekrestyéslakás)

## Testvértelepülések
- Ilshofen (Németország)

## Fordítás
- Ez a szócikk részben vagy egészben  a   Sölk című német Wikipédia-szócikk ezen változatának fordításán alapul.  Az eredeti cikk szerkesztőit annak laptörténete sorolja fel. Ez a jelzés csupán a megfogalmazás eredetét és a szerzői jogokat jelzi, nem szolgál a cikkben szereplő információk forrásmegjelöléseként.